# Brot (Roman)

Brot, Neuausgabe bei Otto Müller, Salzburg 1986

Brot ist der 1930 bei Insel in Leipzig erschienene Debütroman des österreichischen Schriftstellers Karl Heinrich Waggerl. Seine antimoderne Tendenz sowie Äußerungen Waggerls selbst machten den seinerzeit überaus erfolgreichen Bauern- und Siedlerroman offen für eine vereinnahmende Rezeption im Geiste der Blut-und-Boden-Ideologie der Nationalsozialisten. Dennoch gilt das Werk, das seinem Autor Ende 1931 sogar einen Vorschlag für den Literaturnobelpreis einbrachte, der Literaturkritik bis heute als Waggerls bester Roman, wenn ihm auch darüber hinaus inzwischen kaum noch Bedeutung beigemessen wird.

## Entstehung

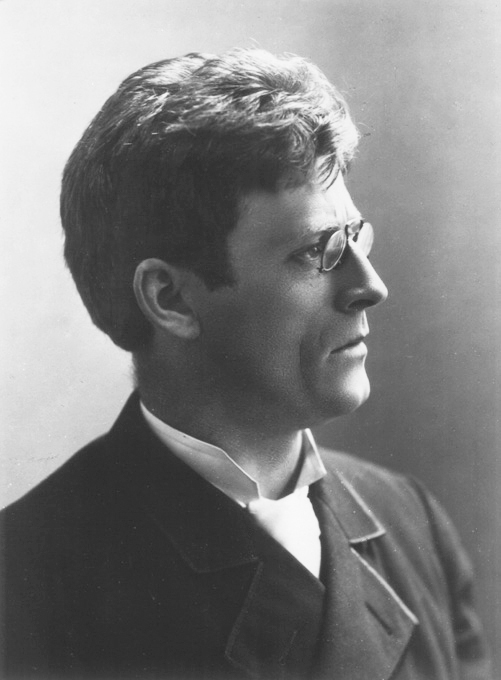
Knut Hamsun schrieb 1917 mit Segen der Erde das direkte literarische Vorbild für Brot

Brot entstand und erschien zur Zeit der Weltwirtschaftskrise. Die in ihm geschilderte „rückwärts gewandte Utopie ländlichen Lebens, die beherztes Selbsthelfertum und ein gerechtes Schicksal feiert“, steht im Zusammenhang mit dieser Entstehungszeit, mit welcher auch die schwerste Krise der österreichischen Land- und Forstwirtschaft in der Zwischenkriegszeit einherging. In der Zeitkonstellation ist gleichfalls eine Motivierung des enormen Publikumserfolges des Buches zu sehen.
Waggerl schrieb das Werk in kaum vierzig Tagen nieder, angeblich „mit Blut“ und „zuweilen unter schrecklichen körperlichen Schmerzen“, so zumindest äußerte sich der Autor selbst im Oktober 1929 gegenüber dem späteren Verleger des Romans Anton Kippenberg. Neben dem unübersehbaren Versuch einer Knut-Hamsun-Adaption (in erster Linie von Segen der Erde (1917)) prägte auch Autobiografisches den Roman stark.
Der Titel „Brot“ ist einer zentralen Gedankenäußerung der Protagonisten des Romans entnommen: „Brot! dachte Simon. Ruhm! dachte der Müller“. So wird an dieser Stelle die Unvereinbarkeit zweier Lebenseinstellungen deutlich. Um die Titelwahl ergab sich im Vorfeld der Veröffentlichung allerdings ein Disput: Der österreichische Schriftsteller Georg Rendl hatte dem Insel-Verlag um die Zeit der Entstehung des Buches ebenfalls ein Romanmanuskript mit dem Titel Brot angeboten, das zudem mit Hamsun verglichen wurde, nachdem es später bei der Deutschen Verlags-Anstalt unter dem Titel Vor den Fenstern erschienen war. Hier sah man Bezugspunkte vor allem zu Hamsuns Roman Hunger. Möglicherweise hatte auch eben dessen Titel Waggerl wie Rendl zu der antithetischen Betitelung Brot inspiriert, Rendl bezeichnete Waggerls Titelgebung später jedoch als eine Anleihe bei ihm. Waggerl gab Jahre danach Auskunft, aus jugendlicher Halsstarrigkeit bei der Titelwahl unnachgiebig gewesen zu sein.

## Werkbeschreibung

### Handlungsgerüst
Die Handlung des Romans spielt in erster Linie weit oben im rauen Gebirge der Alpen am Rande Ebens. Diese verlassene karge Örtlichkeit hat der patente Simon Röck, ein Mann im mittleren Alter (laut Romantext „von irgendwoher“), ausgewählt, um eine bäuerliche Existenz aufzubauen. Die ihm feindlich gesinnte Umwelt, die Unfruchtbarkeit des Landes sowie raue Wetter machen ihm zu schaffen und bringen ihm den Spott der Bewohner des Dorfes am Fuße des Berges ein, doch Simon gewinnt den Kampf, wird zum „Mann im Triumph, (…) König David in seiner Glorie“. Er baut einen florierenden Handel mit Holz und Viehfutter auf und mit Hilfe der zupackenden Regina, die er im Dorf kennen gelernt hat und die bei ihm aus zunächst undurchsichtigen Motiven einzieht, erarbeitet er sich schließlich auch noch eine Mühle. Unterdessen hat Reginas Schwester das Kind Sebastian auf Simons Hof gebracht, das sich als der uneheliche, kränkliche Sohn Reginas herausstellt und fortan zusammen mit den Hofeignern eine kleine Familie bildet. Ein später geborener leiblicher Sohn Simons und Reginas, Peter, entwickelt sich im Gegensatz zu dem Halbbruder prächtig, obschon sich die Schwangerschaft für die werdende Mutter lebensbedrohlich auswirkte.
Im Dorf vollzieht sich derweil begünstigt durch die Entdeckung einer Heilquelle der Wandel zur hektisch betriebsamen Stadt. Die Quelle hat der Müller und sozusagen Besitzer der Siedlung in seinem Steinbruch gefunden. Der arbeitsame Simon aber ist dem reichsten Mann des Dorfes ein Dorn im Auge und er schmiedet Intrigen gegen den Konkurrenten. Schließlich aber verstrickt er sich in diese und seine Fehlkalkulationen befördern am Ende den Ruin des ganzen Dorfes, woraufhin er sich das Leben nimmt.
Dabei wird zunächst Simon des Mordes an dem Müller verdächtigt und bis zur Klärung der Beweislage inhaftiert. Ein halbes Jahr dauert es, bis er zu seiner Familie zurückkehren kann. Derweil ist Peter zu einem Mann herangewachsen, der allmählich alle Tätigkeiten des Vaters auf den Feldern übernommen hat. Der ältere Sebastian hingegen hat eine begonnene Lehre zum Uhrmacher abgebrochen und ist als Landstreicher geendet, scheint als wanderlustiger Geselle, der er ist, damit allerdings durchaus zufrieden. Am Schluss der Erzählung können die in die Jahre gekommenen Röcks in einem Herbstidyll auf ein erfülltes Leben zurückschauen. Gleichzeitig sehen sie dabei der inzwischen bevorstehenden Geburt eines Enkels entgegen.
Die in dem Roman beschriebene „Landnahme“ Simons und seiner Familie wird dabei laut Walther Killys Literaturlexikon
von sozialen, politischen und ökonomischen Zusammenhängen abstrahiert und eine archaisch anmutende, »natürliche« und patriarchalische Welt vorgestellt, in der der Mensch sich in einer scheinbar ewigen, unveränderlichen Ordnung aufgehoben weiß, deren Kontinuität durch den Kreislauf der Natur noch unterstrichen wird.

### Aufbau und Stil
Der lebendige, anschauliche Stil wird in dem der Hauptströmung des Realismus zuzuordnenden Werk von einer im Wesen schlichten Sprache getragen. Poetische Mittel finden sich nur wenig, dafür ist das Dichterische vor allem in Rhythmus und Klang der Sprache sowie in der geschlossenen Komposition des Textes unverkennbar. Die durchgängige Dichotomie in der Struktur ist streng bis ins Letzte ausgestaltet – Erzählpole wie „Sesshaftigkeit“ und „Wurzellosigkeit“, „Land“ und „Stadt“, „Bergbauern“- und „Maschinenwelt“, „Subsistenz“ und „Gewinnorientierung“ werden grundsätzlich als „unvereinbar“ gegenübergestellt. Waggerls Erzählhaltung ist auktorial, hierbei nimmt der Autor bereits die später für sein Erzählwerk typisch werdende, von Bescheidenheit und konservativen Werten geprägte Erzählrolle ein. Eine äußerst sparsam eingesetzte, eigentümlich auf den Punkt kommende wörtliche Rede unterstreicht den im Roman beschriebenen bergbäuerlichen Menschentypus. Kindlers Literatur Lexikon bemerkt zudem auch stilistische Anleihen bei Hamsun.

### Stoffe und Motive
Stoff- und motivgeschichtlich prägen den Roman Vorstellungen wie Autarkismus und Patriarchat sowie eine mythisierte Betrachtungsweise des ländlichen Lebens. Auch archaische und antizivilisatorische Ideen seiner Entstehungszeit finden sich wieder. Motive beziehungsweise Zitate entnimmt Waggerl für Brot auch eigenen früheren Erzählungen sowie der Bibel.

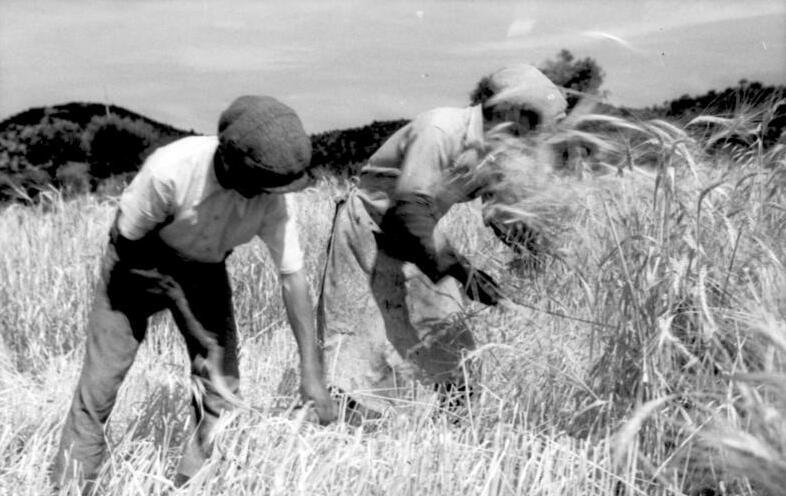
Sinnbild autarker Lebensform: Bergbauern bei der Arbeit (1943)

Zur Zeit der Weltwirtschaftskrise war eine mögliche Unabhängigkeit von der Industrie und eine autarke Daseinsführung ein die Menschen bewegendes Thema. Dieses Motiv durchzieht den gesamten Roman. Mit Simon schildert Brot einen Menschen, der aus dem Nichts und ohne Hilfe von Außen seine Existenz aufbaut. Das Stück Land, auf welchem dem Protagonisten dieses möglich ist, wird im Anfang des Romans folgendermaßen beschrieben: „Vielleicht ist seit Jahrzehnten niemand mehr in diese Einöde gekommen, niemand, seit die Bauern von Eben ihr Land verlassen haben, dieses verwunschene Land, so arm, dass sich kein Käufer dafür finden ließ.“ Dagegen steht der Müller, der an der Industrialisierung nach anfänglichem Überreichtum zugrunde geht. Schon zuvor wird der Aufstieg des Dorfes zur Stadt als Negativvision geschildert, die Zivilisation quasi als Schreckgespenst. Stattdessen wirbt der Roman für eine scheinbar ewige, unabänderliche Lebensordnung des Menschen im Einklang mit der Natur.
Die gesamte Fabel von Brot ist schon durch ihre wesentlichen Protagonisten, Müller und Simon, männlich geprägt. Während der Müller bereits von Anfang des Romantextes an als Besitzer, ja Herrscher über ein ganzes Dorf gezeichnet wird (der Erzähler bezeichnet ihn wie Simon „ein Wegbereiter, ein Prophet“), ist Simon der „Ursiedler“, der über den „männlichen Aufbau- und Fortpflanzungsweg“ Gründer einer neuen Gemeinschaft wird. Dass diese auch patriarchalisch ausgerichtet bleiben soll, zeigt sich am Ende des Buches: „Ein alter Baum stirbt ab, (…) zur guten Zeit hat er Samen ausgeworfen, der jetzt heranwächst und groß wird. Ein gleicher Baum, fast an derselben Stelle“ heißt es; gemeint ist Simons Sohn Peter. Auch ist von der „Zukunft“ als ein Enkel im Schoß der Schwiegertochter die Rede, als das Geschlecht des Ungeborenen noch gar nicht klar sein kann. Stärkere Frauenfiguren wie die Frau und die Schwiegertochter Simons bleiben dann auch freilich stark der traditionellen Rollenverteilung zwischen Mann und Frau verhaftet. Und in ihnen werden auch weitere patriarchale Vorstellungen deutlich; so ist die künftige Schwiegertochter Simons quasi aus einer natürlichen Notwendigkeit heraus die Tochter des Schmieds: der Metallbearbeiter, der die Landwirtschaftsgeräte herstellt und der Bauer, der sie zu nutzen weiß, seien „von gleichem Geschlecht“.
Das Mythische in Waggerls Roman ergibt sich zum einen aus der ungewissen Herkunft seines Protagonisten und sein Gestelltsein in die Antizivilisation. Wie ein Schöpfer am Anbeginn der Zeit wird der Bauer hier geschildert. Ihm wird die Natur bisweilen auch zum Gegner, Rückschläge werden etwa als Strafen für Hochmut empfunden. In Brot ist von Nächten der „Prüfung“ die Rede, vom Südwind, der „am neunten Tage Wildwasser in die Halde“ bringt und alles Holz wegschwemmt, wundergleich geschilderte Wendungen finden sich (auf der Suche nach Holz für „seine letzte Suppe (…) gegen Ende des Tages“ entdeckt Simon den Bretterboden auf der Tenne) und die „Zukunft“, die die Schwiegertochter in Form eines Enkels „in ihrem Schoß“ trägt, wird beschworen.
Das Landstreicher-Motiv, das in Brot durch die Figur des Sebastian eingeführt wird, ist ein bei Waggerl recht häufiges:
Es sind sensible, psychisch schwächliche, intellektuell dominierte, sprunghafte, nervöse, auch kranke Menschen, die aber nicht nur in dichotomischer Spannung zu den Sesshaften, den Starken, den „Heimatmenschen“ stehen, sondern durchaus auch als sympathische Figuren auftauchen.
Es wird vermutet, dass Waggerl zu diesen Figuren ein gespanntes, ambivalentes Verhältnis gehabt habe und sie dem Vorbild der Mutter, welche als fahrig und unstet beschrieben wird, entsprungen seien. Hierfür liefern die als weiblich beschriebenen Hände Sebastians in Waggerls Roman-Erstling zudem ein deutliches Indiz.

### Lesarten
In frühen Bibliografien wird Brot in erster Linie als „Siedlerroman“ begriffen, was seinen Grund in der im Zentrum der Fabel stehenden Niederlassung Simons in fremder Einöde und der Schilderung der wachsenden Gemeinschaft um ihn hat. Von einer programmatischen Darstellung wie in Hans Grimms Volk ohne Raum ist der Roman durch den Mangel einer konkreten Vorgeschichte des Protagonisten freilich weit entfernt. Der „Siedlerroman von biblischer Einfachheit“, wie es eine österreichische Literaturgeschichte in den 1960er Jahren formulierte, ist einer späteren Untersuchung zum Antifeudalismus, Konservativismus und Faschismus in der volkstümlichen Literatur zufolge aber dennoch immerhin das „bekannteste Beispiel“ für den Typ des „mythisierten Siedlerromans“.
Dieser schuf, gerade indem seine Handlung weitestgehend um zeitgeschichtliche Bezüge gebracht und ins Archaische stilisiert wurde, in den Augen der NS-Literaturkritik einen „neuen deutschen Mythos“ und wurde daher ebenso wie der programmatisch-ideologische Siedlerroman späterhin besonders gefördert.
Heute wird das Werk mehr dem Bauernroman zugeordnet und ist sowohl als „konservativer Verkündungsroman starken Bauerntums“ als auch als „Beschwörungsroman des Starken und Gesunden sowie des Stabilen und Dauernden“ beziehungsweise als „esoterischer Reinigungsroman“ begreifbar.
Zahlreiche Romanfiguren und Umstände der Erzählung hat Waggerl nach Ansicht der Literaturwissenschaft seiner eigenen Lebenswelt entnommen, sodass Brot zudem als Schlüsselroman gelten kann. So sei die Hauptfigur Simon Röck einem Spannbergbauern, den Waggerl aus Wagrain kannte, nachempfunden, Simons Frau seiner eigenen Mutter, wie er sie später in dem Erinnerungsbuch Fröhliche Armut (1948) beschrieb. Ferner fänden sich Hinweise auf Bekannte und Freunde, erlebte Geldnöte, Krankheit und das Gemeindeleben zu Waggerls Zeit in Bad Gastein und Wagrain. Auch ein im Roman vorkommender Gewissenskonflikt um eine Abtreibung hätten einen realen Ursprung im Leben des Dichters. Unerwünschte Teile seines Selbst habe Waggerl in die Figur des Sebastian (kränkliches Kind, wenig durchsetzungsfähig, wird später Landstreicher), aber auch in Simons Opponenten, den Müller, eingebracht.
Zuletzt ist es auch zu rechtfertigen, den Roman als Adaption von Hamsuns Segen der Erde zu lesen. Die Fülle an Bezugspunkten von Brot zu Hamsuns Werk zeigt sich schon in der im Wesentlichen gleichen, den Roman tragenden Fabel (auch er ist ein „Lobgesang auf den zähen Ackerbauern, der auf dem der Wildnis abgetrotzten Land seine eigene Welt aufbaut“), in einer Reihe von Einzelmotiven und sogar im Stil (Kindler). Letztlich ist Waggerls Romanfigur Simon als ein direkter Nachfahre Isaks aus Hamsuns Werk zu sehen. Gemeinsam ist beiden Werken auch ihre betonte Darstellung von sexuellen Vorgängen als zum „Bereich des Natürlichen“ gehörend, sich aber gleichsam definierend durch die „Geschlechter- und Machtverhältnisse der [kritisierten] Zivilisation“. Was bei Hamsun jedoch vorbehaltslose Bejahung der Sinnesfreuden zu sein scheint, wird bei Waggerl christlich verbrämt: der Beischlaf wird unterschwellig doch zum Sündenfall, Triebunterdrückung vergällt die vorgegebene Freude. Als wesentlicher Unterschied Brots zu Segen der Erde ist aber in erster Linie zu nennen, dass Waggerl beim Verfassen seines Werks im Gegensatz zu Hamsun offensichtlich nicht auf epische Breite zielte.

## Wirkungsgeschichte

### Zeitgenössischer Diskurs
Die zeitgenössische Literaturkritik fand vorwiegend Lob für den Roman. Dabei waren es Zeitungen unterschiedlichster Prägung, die hochbegeisterte Rezensionen verfassten – von völkisch bis zu sozialistisch ausgerichteten Blättern. Radio Wien sah im August 1931 mit Brot „aus harter Bauernerde (…) die Blüte [einer] neuen deutschesten Dichtung“ aufsprießen. Die Blätter für sozialistisches Bildungswesen verkannten immerhin den „antisozialistischen Mythos des Romans“ zum „Hohelied der Arbeit des Bauern“ und die sozialdemokratisch ausgerichtete Wiener Arbeiter-Zeitung nannte Waggerl ob des Romans gar einen geistigen „Führer“ sowie seinen Protagonisten den „Schöpfer einer Gemeinschaft“. Anlass zur Kritik sahen Rezensenten allenfalls in der starken Nähe von Brot zu Werken Knut Hamsuns. Hart urteilte diesbezüglich Karl Heinz Ruppel, Waggerl sei „ein Zauberlehrling, dem der Meister noch im Wege steht“ und angesichts eines Werkes, welches „bis in den letzten Winkel“ mit einem „von Hamsun bezogenen Inventar ausstaffiert“ sei, „seiner eignen Kunst [noch nicht] auf die Spur gekommen“. Dem Germanisten und Waggerl-Biografen Karl Müller zufolge sah jedoch
„die große Mehrheit der Kritik (…) Waggerl (…) die Hamsun-Abhängigkeit nach, indem sie auf das ‚ursprünglich Dichterische‘ (Herbert Scheffler) der Sprache – ‚klar, einfach, notwendig‘ (Ludwig Gorm in der DAZ) – hinwies und mit politisierendem Unterton ‚von der Reinigung unseres verdorbenen Buchgeschmacks‘, so Kurt Münzer in der ‚Neuen Freien Presse‘ (Wien), sprach.“
Müllers Einschätzung des Grundtons der Rezensionen liegen über dreißig Kritiken in zeitgenössischen Publikationen von der Vossischen Zeitung bis hin zur Londoner Times zugrunde.
Eine über dreißigköpfige „Wiener gelehrte Gesellschaft“, wahrscheinlich um Erika Spann-Rheinsch, beschloss 1931, Waggerl für seinen Roman Brot für den Literaturnobelpreis vorzuschlagen. Die Eingabe erfolgte. Auch ein Schriftstellerkollege wie Hermann Hesse zeigte Bewunderung für den sprachlichen Stil Waggerls, wenn er 1932 in Die Literatur u. a. auf Brot Bezug nehmend zitiert wird: „Die eigentlich dichterischen Bücher in unsrer Literatur werden immer seltener, und die von Waggerl gehören zu ihnen.“ Nach neueren Erkenntnissen der Forschung angezweifelt werden muss hingegen, dass der vor 1930 bereits bei Insel etablierte Autor Stefan Zweig, ein Sohn jüdischer Eltern, seinem Verleger gegenüber von einem „guten Eindruck“ in Bezug auf Brot gesprochen habe, wie es der damalige Lektor des Verlags und Waggerl-Förderer Hanns Arens nach 1945 verbreitete. Kurt Tucholsky befand denn auch die Veröffentlichungstätigkeit des Insel-Verlags in Bezug auf Waggerls Romane nach dem zweiten Buch bereits als „merkwürdig“ und nannte Waggerl in den „Splittern“ der Weltbühne einen sich überschätzenden „Nachempfinder“, der „alle Romane Hamsuns noch einmal“ schreibe.

### Vereinnahmung in der Zeit des Nationalsozialismus
In seinem 1943 für den amerikanischen Auslandsgeheimdienst verfassten Geheimreport sieht Carl Zuckmayer Waggerls Werk dabei schon ab 1930 mit „antisemitischen Affekten“ und „Sympathien für den Austrofaschismus, dann für den Nationalsozialismus“ einhergehen. Wenngleich dies in Bezug auf Brot nur als eine Interpretationsmöglichkeit gelten darf, hat Waggerl durch sein persönliches Verhalten vor allem zur Zeit des „Dritten Reichs“ diese Art der Auslegung begünstigt. Zu dieser Zeit war Waggerl literarisch weniger produktiv, jedoch war das, was er schrieb, oft nur noch als Bekenntnisliteratur zu bezeichnen. So äußerte er sich in Publikationen wie Dichter bekennen sich zur Heimkehr ins Reich gar mit Kampfsprüchen wie „Mögen alle Sünden verziehen sein, nur die eine nicht: Jetzt noch zu zweifeln oder zu verneinen!“; außerdem äußerte er, dass der Frieden „nur durch den Hass auf uns Deutsche bedroht“ sei.

Waggerls Brot: Auflagenexplosion zur Zeit des Nationalsozialismus

In der Folge wurde auch der 1930 ersterschienene renommierte Romanerstling Waggerls ideologisch genutzt. Man betonte das Mythische des Siedlerromans und förderte seinen Verkauf. Es erschienen Teile von Brot in den Kulturspalten nationalsozialistischer Publikationen, am 23. Februar 1939 sogar eine erbauliche Liebesszene zwischen Peter und seiner künftigen Frau unter dem Titel Susanne und Peter in dem als Kampf- und Werbeblatt der SS geltenden Organ Das Schwarze Korps direkt neben der Rubrik Das Gesicht des Krieges. Nach dem Zweiten Weltkrieg, wurde festgestellt, dass dies ohne Zustimmung des Autors geschehen sei. Die Vereinnahmung zeigte auch insofern Wirkung, als Brot seinen größten Verkaufserfolg tatsächlich nicht in der bereits umsatzreichen Phase direkt nach seinem beachteten Erscheinen hatte, sondern in der Zeit des Nationalsozialismus, nachdem schon sämtliche weitere Romane Waggerls herausgekommen waren.
Durch die Nähe zu dem Roman Segen der Erde von Hamsun, der zur Zeit des Dritten Reichs zu einer Leitfigur der NS-Literatur avancierte, ja schon durch das behandelte Genre Siedlerroman wären Brot und sein Schriftsteller auch unabhängig von Waggerls Sympathieäußerungen für den Nationalsozialismus in den Bannkreis dieser Literatur geraten. Letztlich war es Waggerls in seinem Werk zum Ausdruck kommende „antimoderne Anschauung der Welt“ und, indem es „Fortschrittsfeindlichkeit und [traditionellen] Anti-Intellektualismus als Widerstandshaltung“ einführte, ein um eine ebenso eingestellte Leserschaft buhlendes Dichtungsverständnis, welches seine „Bündnisfähigkeit mit der nationalsozialistischen Ideologie“ begründete. Vor allem die Bearbeitung des konservativen Blut-und-Boden-Mythos, der, von den Nationalsozialisten rassisch und völkisch umgedeutet, zentraler Bestandteil ihrer Ideologie wurde, machte Brot für eine Rezeption im Sinne der Nazis offen. Karl Müller zufolge besaß Waggerls Roman dabei nicht einmal
den relativierenden ästhetischen Blick Hamsuns auf die Welt und ihre Gesellschaft, die in den bekannten Kategorien Zivilisation und Natur gefasst und erklärt wurden. Hatte sich der norwegische Autor (…) seiner Natur-Utopie gegenüber durchaus skeptisch verhalten, ist Waggerls Buch kompensatorisches Wunschbild – reine Affirmation. Deshalb kommt in Brot auch ungebrochen eine Dimension (der Mythos von Blut- und Boden) ins Spiel, die (…) während der NS-Zeit (…) zu Missbräuchen Anlass bot.

#### Geplante Verfilmung
Nach seiner Veröffentlichung gab es lange Zeit mehr oder minder konkrete Pläne, das Buch zu verfilmen. Ab 1931 hatte zunächst Hanns Arens jahrelang mit Nachdruck für die Verfilmung geworben, oft jedoch ohne Absprache mit dem Verlag oder Autor. Erst innerhalb des NS-Kulturbetriebs konnte dabei freilich erstes, näheres Interesse geweckt werden. So widmete Arens dem Präsidenten der Reichsfilmkammer Hans Friedrich Blunck, nachdem das Reichsministerium für Volksaufklärung und Propaganda einen Preis für den besten nationalen Film ausgelobt hatte, eine Schrift über Waggerl, in der er den Brot-Stoff als ausgezeichnet geeignet und „derartig repräsentatives Werk“ bezeichnete, als „beste Grundlage (…) für die Idee des Reichskanzlers und die Forderungen, die der Reichsernährungsminister an einen (…) nationalen Bauernfilm stellt“; der Protagonist Simon sei „geradezu die Verkörperung des Deutschen, oder wenn man will des Volkes, das sich, wie er, aus dunkler Schuld und Verwirrung durch eigene Kraft zu einem fruchtbaren Leben durchringt und zugleich Grund legt für ein künftiges Geschlecht.“ Dazu erstellte Arens ein von Waggerl unautorisiertes Filmexposé unter dem Titel Bergbauern, mit dem weiters das Interesse der Reichsfilmkammer an der Verfilmung geweckt werden sollte. Offizielle Verhandlungen mit der Filmkammer übertrug Waggerl, der sich Werner Krauß als Darsteller des Simon wünschte, jedoch seinem Verleger Kippenberg und im April 1934 berichtete die deutsche Presse tatsächlich vom Drehstart der Brot-Verfilmung. Waggerls zögerliche Einwilligung in den Filmvertrag sowie das Auftreten des vor 1933 einigen noch als „Judenfreund“ (Will Vesper) bekannten Arens als Projektinitiator, sorgten späterhin jedoch für Misstrauen, und das Projekt wurde nach einem schwerwiegenden Schmähartikel Vespers gegenüber Arens in der führenden NS-Literaturzeitschrift Die Neue Literatur erst einmal gestoppt.
Ab 1935 entstand wiederum durch Arens Vermittlung ein Projekt, bei dem Luis Trenker als eine Art künstlerischer Oberleiter fungieren sollte. Als Filmfirmen zum für den Sommer 1936 angekündigten Drehbeginn kamen nacheinander die Cinephon, Rota und Olaf Fjord in Frage. Derweil hatte Waggerl, der schon 1933 der Kowo eine achtwöchige Option auf die Verfilmung eingeräumt hatte, wiederum durch einen Vertrag mit einer anderen Filmfirma dafür gesorgt, dass das Projekt nicht frei war.
1939 wurde die Verfilmung dann noch einmal seitens des NS-Kulturbetriebs angestoßen. Richard Walther Darré wollte mit Brot dem „Städter die großen Aufgaben näherbringen, die dem Landvolk als Blutsquell und Ernährer des deutschen Volkes von unserem Führer Adolf Hitler gestellt sind“. Hierzu wollte man ein Exposé des Autors honorieren. Zusammen mit Hanns Schopper verfasste Waggerl schließlich auch ein Drehbuch. Aus einer Verfilmung wurde dennoch nichts. Die Wortkargheit der Waggerlschen Hauptfigur Simon, die nur durch eine geeignete Filmkomposition hätte ausgeglichen werden können, sahen Filmgesellschaften zu dieser Zeit wohl als teilweisen Rückfall in die Stummfilmzeit und damit als Wagnis beziehungsweise Mangel. Zuletzt gab Luis Trenker 1940 an, die Verfilmung nun energisch vorantreiben zu wollen. Doch auch dieses Vorhaben verlief im Sande.

### Nachkriegszeit
Die ideologische Vereinnahmung des Werks zur Zeit des Nationalsozialismus führte nach 1945 nicht unbedingt dazu, dass Brot die Nähe zur NS-Literatur anhaften blieb. Die DDR-Literaturwissenschaft schwärmte beispielsweise bald wieder von dem „zupackenden und oft humorvollen Stil“ des Romans und sah ihn nun nicht mehr nur von Hamsun, sondern auch „von Stifter angeregt“. Inhaltlich ließ sich das Werk schließlich auch brauchbar im Sinne des „Arbeiter- und Bauernstaats“ deuten. In Westdeutschland ordnete man ihn bis in die 1960er Jahre als Anachronismus in die Heimatkunst-Strömung ein. Allerdings erfuhr der ehemalige Bestseller, der bis 1945 nahezu jährlich neu aufgelegt wurde und steil auf eine Auflage von 100 000 Stück zusteuerte, nach 1945 zunächst jahrelang keine Neuausgaben im deutschsprachigen Raum. Ab 1952 gab es dann in größeren Abständen wieder neue, meist weitaus geringere Auflagen, ab den 1960ern auch eine dtv- und eine Suhrkamp-Taschenbuchausgabe sowie eine Ausgabe innerhalb der gesammelten Werkeedition von Waggerls österreichischem Verleger Otto Müller. Dabei war die 1952er Ausgabe der Abschluss einer frühen Werkedition Müllers, bei der man sich ab 1948 absichtlich die vordergründig stärker ideologisierenden Dichtungen aufgespart hatte.

### Auslandsausgaben

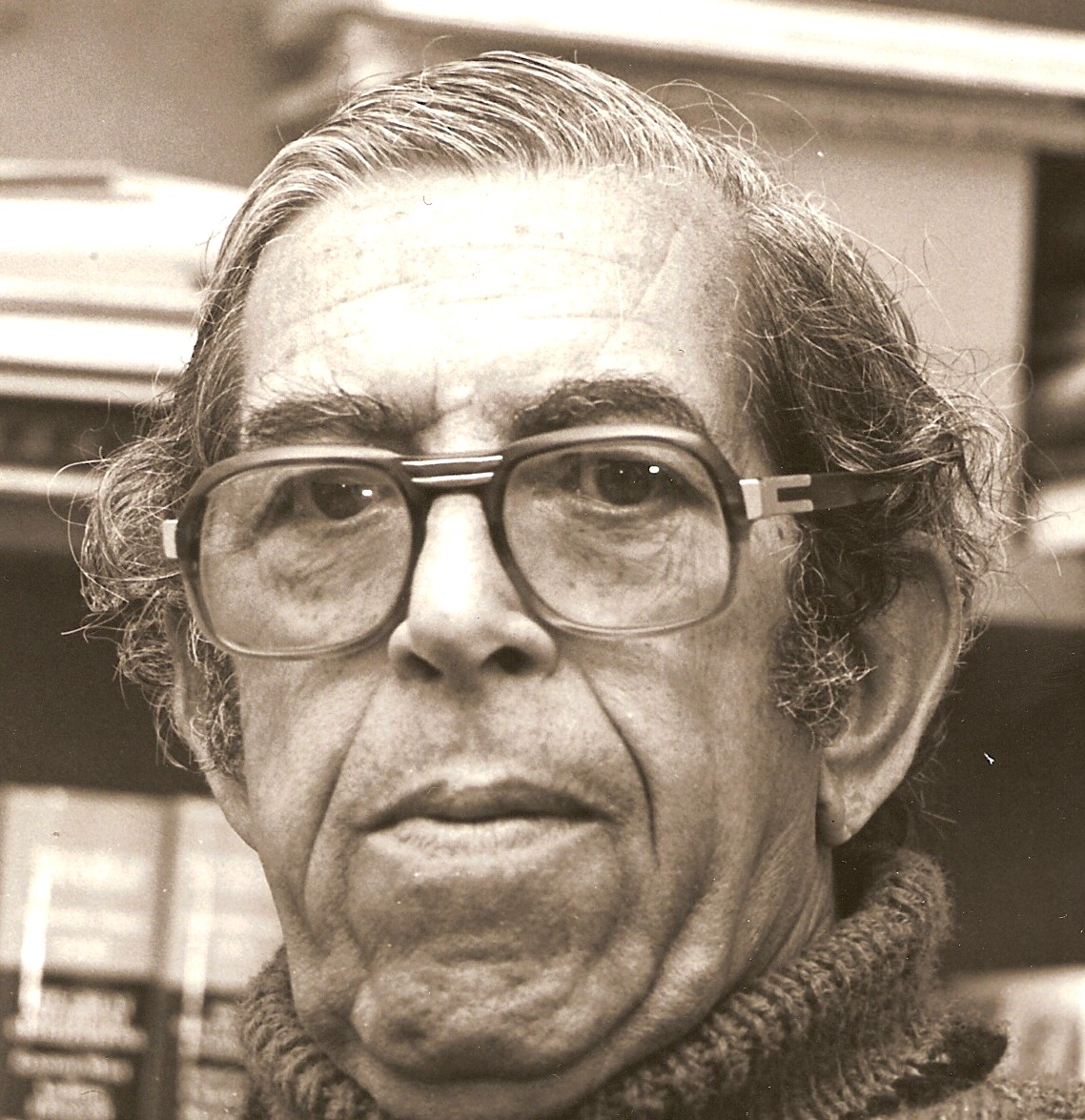
Albert Helman übersetzte Brot 1940 ins Niederländische

Buchdeckel der ungarischen Ausgabe von Brot, 1941

Darüber hinaus wurde Waggerls Werk in den ersten zwölf Jahren nach seinem Erscheinen in mehrere Sprachen übersetzt und auch im Ausland von der Literaturkritik besprochen, von Marcus Lauesen beispielsweise bereits am 5. August 1930. In Göteborgs Handelstidning hebt er hervor, dass Brot durch seine „wohltuende“ Unreflektiertheit, „dieses freie Selbstbegreifen“, von besonderem Nutzen für den Leser sei.
Unter dem Titel Bread wurde das Buch 1931 in englischer Sprache bei Hopkinson in London veröffentlicht. Die literarische Übersetzerin war Winifred Ray. 1940 übersetzte der bedeutende surinamisch-niederländische Schriftsteller Albert Helman Brot als Brood bei Kosmos in Amsterdam für die niederländischen Leser. 1941 erschien Brot übertragen von Örley István dann in ungarischer Sprache in Budapest (Kenyér), 1942 schließlich in einem Belgrader Verlag auf Serbisch (Хлеб). Dies war die letzte bekannte Übersetzung.